# لاو (دهانه)
لاو یک دهانه برخوردی در ماه‌ است.

## دهانه‌های اقماری
این دهانه ۴ دهانه اقماری دارد.
| Love | عرض جغرافیایی | طول جغرافیایی | قطر          |
| ---- | ------------- | ------------- | ------------ |
| H    | ۶.۹° S        | ۱۳۰.۴° E      | ۲۹.۰ کیلومتر |
| U    | ۵.۹° S        | ۱۲۷.۸° E      | ۱۲.۰ کیلومتر |
| T    | ۶.۰° S        | ۱۲۶.۱° E      | ۱۳.۰ کیلومتر |
| G    | ۶.۵° S        | ۱۳۱.۳° E      | ۵۴.۰ کیلومتر |